# Moonbeam
Moonbeam (рус. Луч лунного света) — российский электронный проект, основанный в 2003 году братьями Виталием и Павлом Хвалеевыми. Название было предложено одним из вокалистов проекта Крисом Лонсфордом (анг. Chris Lunsford). За счёт написания собственных треков и ремиксов дуэт имеет поклонников по всему миру. В 2008 в России был выпущен дебютный альбом под названием «Шторм облаков», а затем состоялась мировая премьера пластинки «Consumption». По итогам 2010 года Moonbeam заняли 42 строчку топа 100 лучших диджеев мира по версии журнала DJ Magazine, тем самым став третьими за всю историю
российскими музыкантами, которые попали в этот рейтинг. В конце марта 2010 года на голландском лейбле Black Hole Recordings вышел очередной студийный альбом «Around The World»

## История
Виталий (р. 17 сентября 1979) и Павел (р. 27 мая 1984) Хвалеевы родились в городе Набережные Челны, республика Татарстан, Россия. В 1996 году Виталий закончил одну из местных школ и поступил в Набережночелнинский государственный педагогический институт на Естественно-географический факультет, а затем продолжил обучение в аспирантуре по специальности: психофизиология человека. В то же время Павел после окончания средней школы поступает в Казанский Государственный технический университет. В 1999 году Виталий переезжает на постоянное место жительства в Нижний Новгород, где начинает работать в качестве диджея в клубе «Печёры». Спустя 5 лет, туда же переезжает и Павел, и уже там они какое-то время работают в качестве звукорежиссеров на радиостанции «Серебряный дождь».

## Начало творческой деятельности
Во время учёбы Павел начинает заниматься созданием собственных треков, ремиксов и аранжировок, используя всевозможные семплы, а с появлением компьютера подходит к этому вопросу всё серьёзнее. В то время они работают под псевдонимом «Black&Cap», за время существования которого было написано несколько работ, в числе которых обработка песни «Течение» с участием Анастасии Сорокиной. Вскоре был представлен одноимённый сингл, а сама песня вошла в сборник «Серебряная пуля». В 1997 году, после нескольких удачных экспериментов, выпуска кассеты и компакт-диска проект меняет название на «Экзальтация» (лат. болезненная оживлённость) и начинает работу с гитаристом Сергеем Федотовым. Совмещая с работой в студии, ребята выступают на небольших вечеринках в Набережных Челнах.
В 2002 году в одной из местных газет выходит статья о проекте «Экзальтация», где ребята рассказывают о своей деятельности и делятся планами на будущее, в числе которых выступление в Нижнем Новгороде, Казани и т. д.
Спустя год на сборниках Future Russian Транс, The Best DJ. Trance и Future Russian Трип Хоп & Эмбиент выходят треки Drive и Vacuum.

## Творческий путь

### Создание проекта Moonbeam

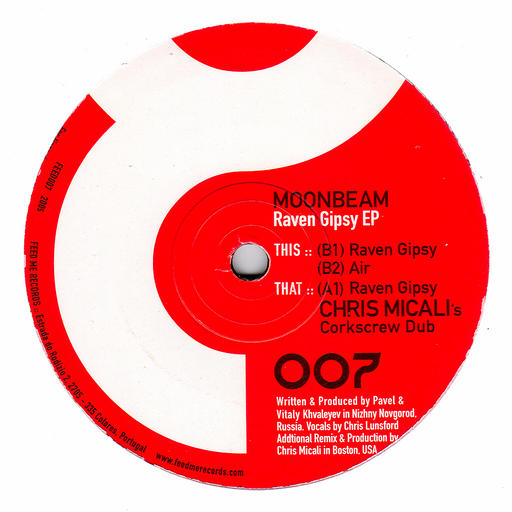
Первый сингл: Raven Gipsy

В 2003 году в Нижний Новгород прилетает американский вокалист Крис Лонсфорд (анг. Chris Lunsford), с которым братья записывают первый совместный трек Raven Gipsy, а затем создают ещё 2 работы: Consumption и Forgotten Grey. Спустя некоторое время Крис предлагает название Moonbeam, которое братья берут в качестве нового псевдонима.
В 2004 официально выходит первый сингл Raven Gipsy от Moonbeam на португальском лейбле Feed Me Records. После этого Павел и Виталий отправляются в Цюрих (Швейцария), где в клубе Supermarket дают своё первое официальное выступление.

### Карьера (2005—2007)
В конце 2005 Moonbeam создают площадку для релиза собственных работ — первый в России цифровой лейбл Moonbeam Digital (вместе с саб-лейблами — Disoma Records и Moon Tribal Records, которые впоследствии были закрыты), который сотрудничает с Jeff Bennett, Jon Silva, Joshua Collins, Stephan Hinz, LeRon, Yves Eaux и др.
Помимо собственных, проект начинает издаваться на множестве зарубежных лейблов, таких как Distraekt Records, португальские Feed Me Records и Flow Records, английские Dirty Blue Records и Kickin Records, малайзийский Pure Substance, американский Toes In The Sand Recordings. С выпуска 4 EP синглов начинается сотрудничество с немецким техно-лейблом Traum Schallplatten, который за короткое время издает: «Eclipse EP», «Spring Story EP», ремиксы на Minilogue — «Seconds» и Extrawelt «Doch Doch».
В 2006 году одно из швейцарских подразделений крупнейшего лейбла Universal Music подписывает соглашение с Moonbeam на выпуск вокального сингла «Malaria» в компиляции «Private Fiction Vol.3», а ремикс на Jiva feat. Rula — «Timelapse» (под псевдонимом Glockenspiel) попадает в компиляцию Global Underground 029 Dubai.
Чуть позже трек «Vision» (Main Mix) включается в компиляцию от DJ Hell, которая выходит на лейбле International Deejay Gigolo Records. В том же году ребята принимают участие в конкурсе ремиксов от проекта Gong Gong, где выигрывают с обработкой трека Kawabata.
Немного позднее на одном из французских лейблов издаётся сингл «What Dreams May Come».

### Карьера (2007—2009)
В 2007 году Moonbeam подписывают контракты с одними из самых больших лейблов в Голландии — High Contrast Recordings, на котором был выпущен сингл Cocoon EP, и Black Hole Recordings, который стал домом для 2 новых релизов: «I Love Mornings» и «See The Difference Inside», сразу получивший поддержку от Tiesto, который включил его в компиляцию In Search Of Sunrise 6.
Также заключаются договоры с лейблами Be Yourself Music, Kickin Music и Proton Music, а несколько треков от Moonbeam попадают в компиляции Jimmy Van M’s Balance 10.1, High Contrast presents…JOOP, Cosmic Gate — Back 2 Back Volume 3.
2008 год начинается с ремикса на трек Perfect Strangers — «Ode Ao Sol», который занимает 2 строчку в топе самых продаваемых минимал-треков на http://beatport.com  Архивная копия от 14 марта 2022 на Wayback Machine. Позднее, на лейбле Traum выходит пластинка «Spring Story», а на Black Hole Recordings издается ремикс на Marcus Schossow — «Chase My Rabbit».
Помимо этого, Маркус Шульц включает Lens — «Beyond The Shadows» (Moonbeam Remix) в свою компиляцию Amsterdam’08, а компании Incentive и Ministry of Sound подписывают контракт на издание этого же ремикса в Великобритании и Ирландии. Кроме того, ремикс на «Rachael Starr — To Forever (Moonbeam Remix)» попадает в компиляцию In Search of Sunrise 7: Asia от Тиесто.
В 2008 году треки и ремиксы Moonbeam попадают в различные сборники, такие как Mr Sam — «Opus Secundo», Trance Mission, Trance Energy, High Contrast presents…Rank 1, Ibiza Trance House 2008 и др.
Весной 2008 братья отправляются на гастроли по дальнему зарубежью, в рамках которого выступили на 2 вечеринках Winter Music Conference 2008 в Майами. Кроме этого, с выступлениями они посещают Японию и Австралию.
В конце того же года на английском лейбле SOUNDZ состоялась мировая премьера альбома «Consumption». А по общим итогам года дуэт впервые попадает в рейтинг 100 лучших диджеев России и сразу оказывается на 23 месте.

### Карьера (2009—2010)
2009 год начался с сингла «30 Days Of Drought», который был издан на лейбле Proton Music. Затем последовало ещё несколько релизов на различных лейблах. В конце весны Moonbeam принимают участие в конкурсе ремиксов от Depeche Mode. Спустя месяц дуэт выступает на разогреве у Тиесто в рамках «Tiesto Summer Tour» в Киеве, где играет перед 15-тысячной аудиторией.
В скором времени последовал ещё ряд треков, среди которых сингл «Angel / Lacula» на лейбле Black Hole Recordings и множество ремиксов. Благодаря многочисленным гастролям в Германии, Голландии, Индии, Франции, Японии, Австралии, в Украине и в России армия поклонников Moonbeam увеличивалась на глазах, что впоследствии помогло им занять 76 строчку в самом авторитетном рейтинге диджеев по версии журнала DJ Mag. Чуть позже Moonbeam заняли 5 место в топе 100 лучших диджеев России.
В ноябре месяце принимают участие в голосовании на попадание в лайн-ап фестиваля Trance Energy.
По итогам 2009 года, трек «About You» (ft. Avis Vox) был включен в компиляцию A State Of Trance Yearmix 2009 от лучшего диджея мира Армина ван Бюрена.
В конце 2009 было анонсировано название нового альбома, а позднее стала известна и дата релиза. 22 марта на лейбле Black Hole Recordings вышел очередной студийный альбом «Around The World».

### Настоящее время
5 марта 2016 года на фестивале «Trancemission Awakening» Павел и Виталий Хвалеевы объявили о закрытии проекта Moonbeam и скором выходе последнего альбома «Eclipse».
Спустя три года после последнего релиза в 2019 году проект перезапущен Виталием Хвалеевым.

## Радиошоу
Moon Magic и Moonbeam Music — ежемесячное радиошоу в одночасовом формате. В декабре 2013 года вышли их последние выпуски. 16 января 2014 года на Proton Radio стартовало новое радиошоу под названием Ticket To The Moon.

## Видеоклипы
Помимо написания треков и ремиксов, проект особую роль уделяет созданию видеоклипов. Первое видео «Slow Heart» сразу же было выпущено в специальном DVD-издании «Slices Music Video Collection». В течение последующих 2 лет было создано 11 роликов на различные треки.

## Формат выступлений и вокалисты проекта
За всю историю проекта братья работали со многими вокалистами, в том числе российскими и зарубежными. Среди них Chris Lunsford, Blackfeel Wite, Avis Vox, Julia B, Daniel Mimra, Tiff Lacey, Ali.Bi, Tyler Michaud и др.
Обычно Moonbeam выступают в 2 форматах: стандартный DJ-сет либо Live-выступление (с использованием миди-клавиатуры, ноутбука и программируемого миди-контроллера). Нередко проект выступает вместе с вокалисткой Avis Vox.

## Дискография

### Альбомы
- Consumption (2008)
- Malaria (2008)
- Promised Land (2008)
- Прикосновение (2008)
- Шторм Облаков (2008)
- Around The World (2010)
- The Secret (2011)
- The Random (2013)
- Atom (2015)
- III (2015)
- Eclipse (2016)

### Компиляции
- Moonbeam — The Remixes (2008)
- Moonbeam — What Dreams May Come (2009)
- Moonbeam presents Space Odyssey: Venus (2010)
- Moonbeam — Compiled & Mixed (2013)
- Moonbeam presents Space Odyssey: Mars (2014)

### Видеография
| - Moonbeam — Slow Heart - Moonbeam feat. Avis Vox — 7 Seconds - Moonbeam feat. Avis Vox — Storm of Clouds - Moonbeam feat. Avis Vox — About You - Moonbeam — Lacula - Moonbeam — Chirpy - Moonbeam — All For A Dance - Moonbeam feat. Avis Vox — We Are In Words - Moonbeam — Tiger - Moonbeam feat. Daniel Mimra — Look Around - Moonbeam — The Underwater World - Avis Vox — Introspection Attemps (Moonbeam Remix) - Moonbeam feat. Blackfeel Wite — Song for a Girl - Moonbeam feat. Avis Vox — Star Way - Moonbeam & Akshai feat. Avis Vox — Elephant Ride - Moonbeam feat. Avis Vox — Hate Is The Killer | - Moonbeam — Motus - Moonbeam & Illuminant for Fancy feat. Pryce Oliver — No Regrets - Moonbeam with Eitan Carmi feat. Matvey Emerson — Wanderer - Moonbeam feat. Tomomi Ukumori — Sensitivity - Moonbeam feat. Leusin — Daydream - Moonbeam feat. Avis Vox — Disappearance - Moonbeam feat. Jacob A — Only You - Moonbeam feat. Aelyn — You Win Me - Moonbeam — The Raven - Moonbeam feat. Leusin — Flight (Kairo Kingdom Remix Video Edit) - Moonbeam feat. Avis Vox — Madness - Moonbeam feat. ARCHNGL — Sun Went Down - Moonbeam feat. Aelyn — Hero Of Hope - Moonbeam — Soulstring |